# Mirakelbær-slægten
Mirakelbær-slægten (Synsepalum) rummer ca. 40 arter, der alle er udbredt i tropiske lavlandsområder af Afrika. Det er stedsegrønne buske eller træer med blanke, helrandede blade og små, 5-tallige og regelmæssige blomster. Frugterne er stenfrugter.
| Beskrevne arter |

- Mirakelbær (Synsepalum dulciferum)

| Andre arter |

| - Synsepalum afzelii - Synsepalum attenuatum - Synsepalum aubrevillei - Synsepalum batesii - Synsepalum bequaertii - Synsepalum brenanii - Synsepalum brevipes - Synsepalum buluensis - Synsepalum carrieanum - Synsepalum cerasiferum - Synsepalum congolense - Synsepalum fleuryanum - Synsepalum gabonense - Synsepalum glycydora - Synsepalum kassneri - Synsepalum lastoursvillense - Synsepalum laurentii - Synsepalum le-testui | - Synsepalum letouzei - Synsepalum msolo - Synsepalum muelleri - Synsepalum nyangense - Synsepalum ogouense - Synsepalum ovatostipulatum - Synsepalum oyemense - Synsepalum passargei - Synsepalum pobeguinianum - Synsepalum revolutum - Synsepalum seretii - Synsepalum stipulatum - Synsepalum subcordatum - Synsepalum subverticillatum - Synsepalum tomentosum - Synsepalum tsounkpe - Synsepalum ulugurense - Synsepalum zenkeri |